# 侍

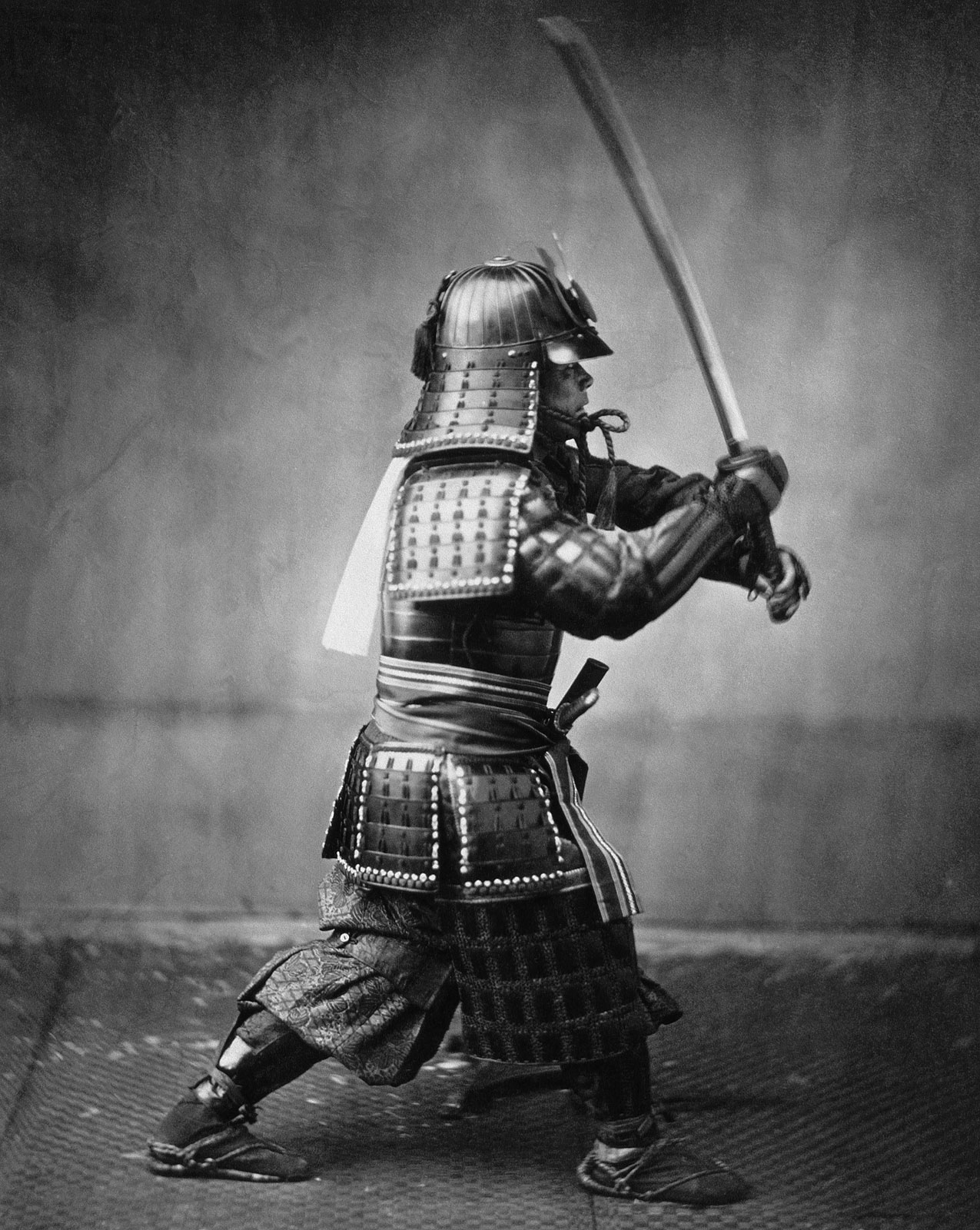
日本刀を振りかざす侍

侍（さむらい、サムライ）は、古代から中世にかけての日本における官人の身分呼称、あるいはそこから発展的に生じた武士の別名であり、現代では武士の同義語としても使用されている。「伺候（しこう）する」「従う」を意味する「さぶらう」（旧仮名遣いでは「さぶらふ」〈候ふ／侍ふ〉）に由来し、「さぶらい」「さむらい」（旧仮名遣いでは「さぶらひ」「さむらひ」）と呼ばれるようになった。

## 侍の定義とその変遷
「武士」という言葉は一般的に日本の歴史において戦うことを主たる生業とする人々を指すのに対し、「侍」の定義は時代によって異なる。
元来、「侍」という言葉は、有力貴族や諸大夫に仕える位階六位下から最高でも五位までの侍品（さむらいほん・さぶらいぼん）に該当する下級貴族の官人を意味し、朝廷における事務と雑務・上級貴族の身辺警護や宮廷の警備・盗賊の捕縛や内乱の鎮圧などの任務を担い、上級貴族に仕える現代で言うところの秘書・執事・警察官の役割を持っていた。
鎌倉時代には、侍の定義は御家人と同義となり、領地を持ち征夷大将軍に仕える武士を指すようになった。しかし、将軍に仕えない非御家人という例外的な身分の侍もいた。彼らに仕える従属的な人々は郎党や郎従と呼ばれ、郎党の中には領地と家名を与えられ侍品として侍に準ずる身分を得た者もいた。つまり、一般的に武士の中でも身分の高い者が侍と見做された。
室町時代も鎌倉時代と同様、一般的に侍の定義は将軍に仕える高位の武士を指し、守護大名に仕える武士は侍とは見做されなかった。もちろん、特定の領主に仕えていない浪人や武装農民の野武士（野伏）、臨時に雇われた歩兵の足軽なども侍とはみなされなかった。
戦国時代（室町時代後期）、社会における伝統的な主従関係が崩壊し、伝統的な侍の定義は劇的に変化し武士と同義となった。地侍は村落で田畑を管理する名主出身の侍といえる存在であり、その多くが戦国大名の家臣となった。一方、地侍は将軍や大名に仕えない地方の武士を指すことも多かった 。
安土桃山時代には、侍は、最下層武士である若党を指すことが多く、その例としては豊臣秀吉が文禄・慶長の役に備えて1591年に制定した時限法の身分統制令の条文に見られる。この法は、侍（若党）、中間、小者、荒子の身分の移行を規制した。これら4つの身分と足軽は、武家に雇われた町人や農民であり、武家奉公人のカテゴリーに分類されている。戦時には、侍（若党）と足軽は戦闘要員であり、中間以下は道具運びであった。一般的に、侍（若党）は苗字を名乗ることができ、一部の足軽も苗字を名乗ることができ、侍（若党）だけが武士身分とみなされた。若党は侍と同様に時代によって定義が異なり、室町時代には若い武士を意味し、江戸時代には徒士より下で足軽より上の身分を意味した。
江戸時代初期、1万石以上の所領を持つ将軍の直臣を指す大名の中にも「侍」を名乗るものがいた。江戸幕府設立当初は将軍の直臣を指す旗本と御家人の区分は曖昧であったが、17世紀後半から1万石未満の所領を持ち将軍に謁見できる権利のある直臣を旗本、謁見する権利がない直臣を御家人と区別するようになった。侍は幕府においては旗本を指し、各藩においては中小姓以上の武士を指した。その後、ほとんどの武士が将軍や各藩の大名に仕えるようになり、武士とその下の社会階層の町人や農民との区別が厳格になるにつれて、侍と武士の定義の境界は曖昧になっていった。それ以来現代まで、「侍」という用語は再び「武士」の同義語として使われるようになった。しかしながら、公的には上級武士を侍、下級武士を徒士と呼び分けており、侍と徒士は士分という言葉で表された。侍は主君に謁見できる権利があり、騎乗が許され、江戸中期まで支配下の土地と農民から米を得ており（知行取）、徒士は主君に謁見できず、徒歩で主君の警護をし、幕府や各藩の蔵から米を得ていた（蔵取取）。御家人は徒士の身分であり、彼らは経済的に困窮していたため竹細工や傘を作ったり植木を売ったりして生計を維持していた。士分の身分である侍と徒士は、彼らに仕える軽輩と呼ばれる身分の足軽や中間とは明確に区別されていたが、足軽から徒士に昇格するより徒士から侍に昇格する方が難しく、上級武士である侍と下級武士である徒士の身分格差はかなり大きかった。江戸時代中期から、町人や農民は高額で御家人株を購入して（与力:1000両、徒士:500両など）御家人の家に養子入りしたり、代官所に仕えることで士分に昇格することができた。彼らの子孫にはさらに旗本に昇格して江戸幕府の重職に就く者もいた。また下級武士である徒士は転職することで町人などの下層階級に転身することができ、そのような例としては蔦屋重三郎の下で働くことで町人となった滝沢馬琴があげられる。

## 語源

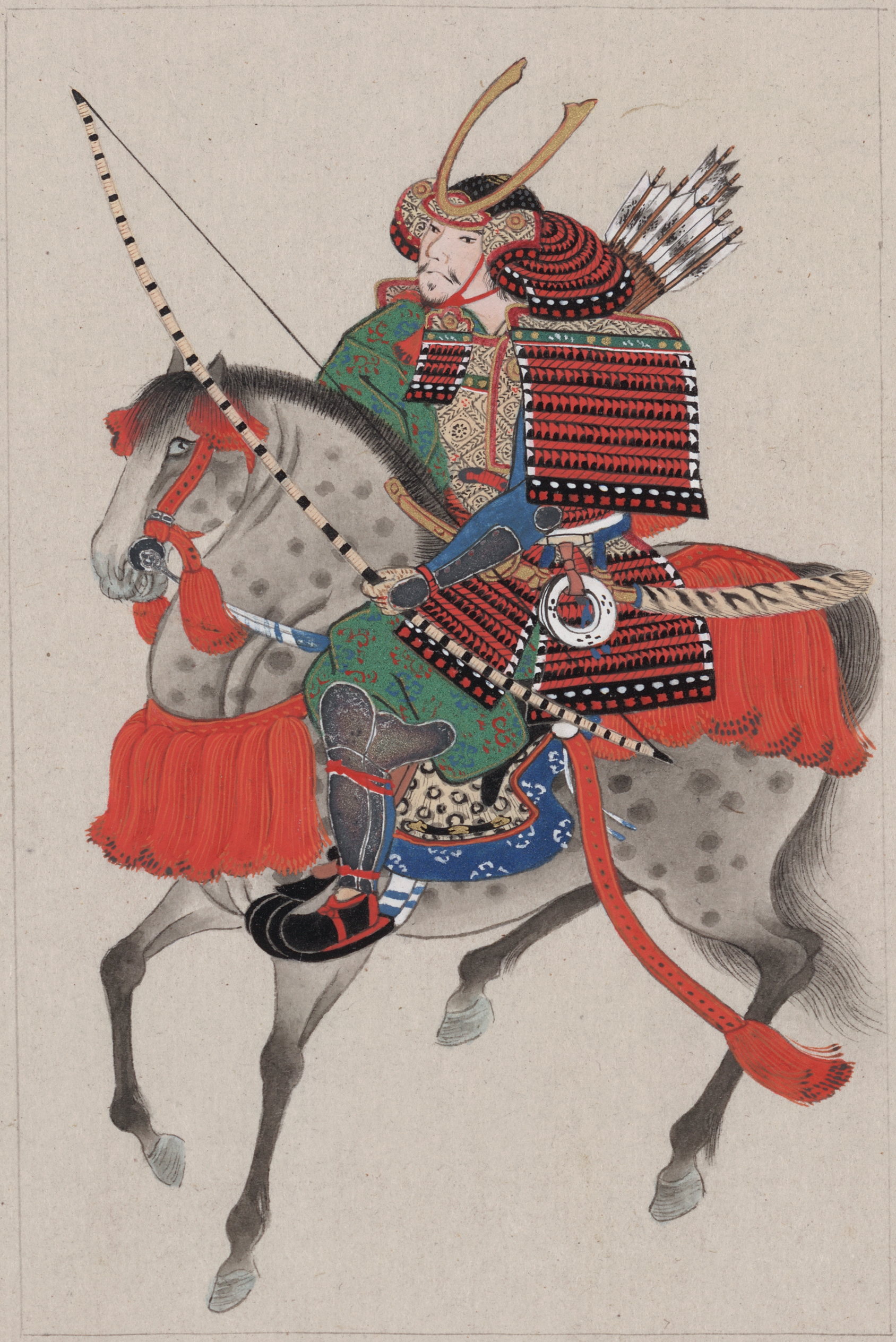
大鎧と弓で武装した武士

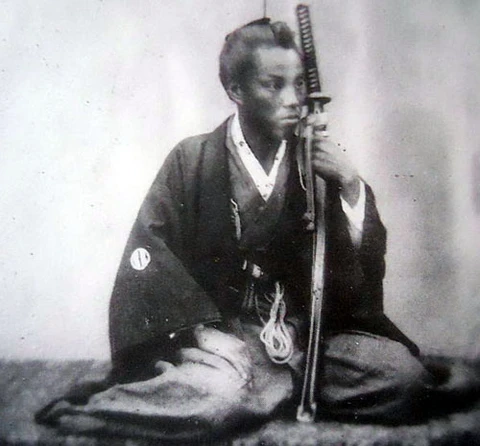
刀を携える侍

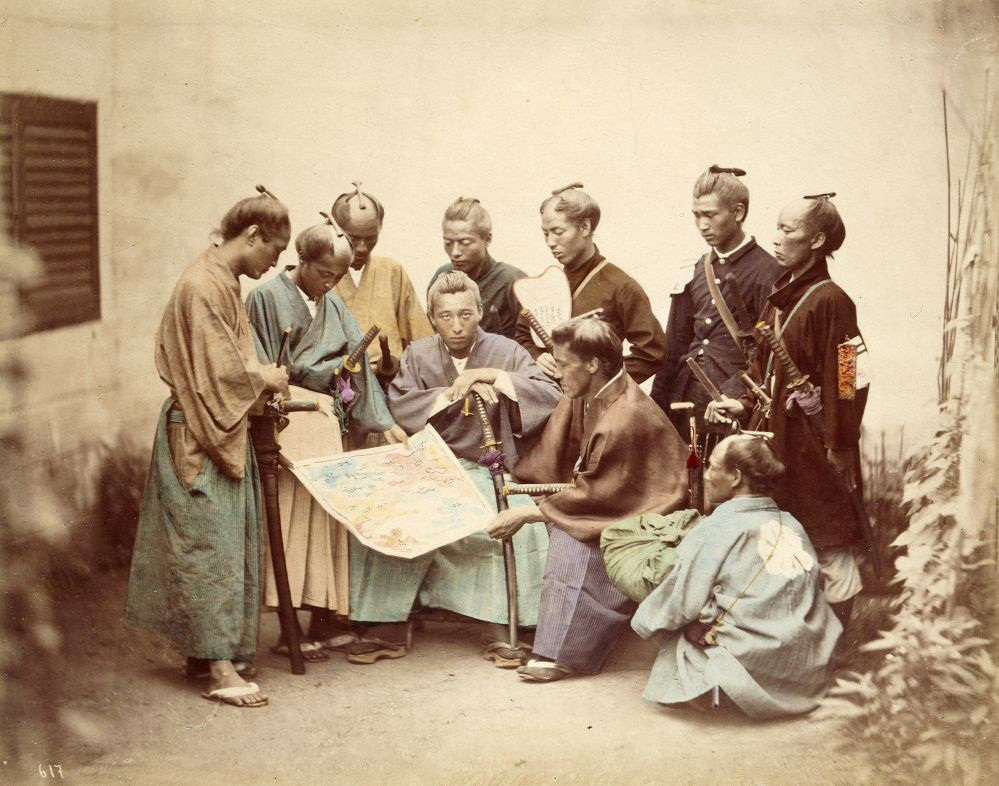
戊辰戦争時の薩摩藩藩士（1860年代末、フェリーチェ・ベアトによる撮影。着色写真）

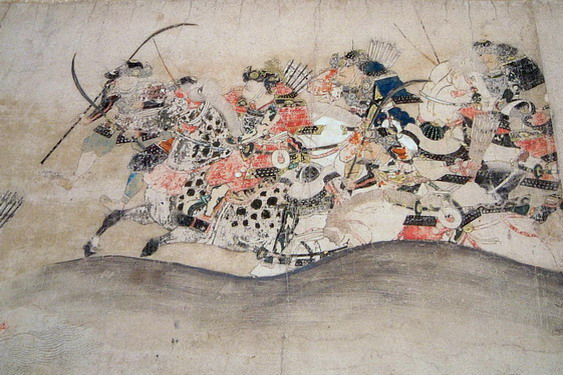
後三年の役における源義家主従 （飛騨守惟久『後三年合戦絵巻』、国立博物館所蔵）

### 語源
「サムライ」は16世紀になって登場した比較的新しい語形であり、鎌倉時代から室町時代にかけては「サブライ」、平安時代には「サブラヒ」とそれぞれ発音されていた。「サブラヒ」は動詞「サブラフ」の連用形が名詞化したものである。以下、「サブラフ」の語史について述べれば、まず奈良時代には「サモラフ」という語形で登場しており、これが遡り得る最も古い語形であると考えられる。「サモラフ」は動詞「モラフ（候）」に語調を整える接頭辞「サ」が接続したもので、「モラフ」は動詞「モル（窺・守）」に存在・継続の意の助動詞（動詞性接尾辞ともいう）「フ」が接続して生まれた語であると推定されている。その語構成からも窺えるように、「サモラフ」の原義は相手の様子をじっと窺うという意味であったが、奈良時代には既に貴人の傍らに控えて様子を窺いつつその命令が下るのを待つという意味でも使用されていた。この「サモラフ」が平安時代に母音交替を起こしていったん「サムラフ」となり、さらに子音交替を起こした結果、「サブラフ」という語形が誕生したと考えられている。「サブラフ」は「侍」の訓としても使用されていることからもわかるように、平安時代にはもっぱら貴人の側にお仕えするという意味で使用されていた。「侍」という漢字を武士に類する武芸を家芸とする技能官人の意味に用いるのは日本だけである。
さて、その「サブラフ」の連用形から平安時代に「サブラヒ」という名詞が生まれたわけであるが、その原義は「主君の側近くで面倒を見ること、またその人」で、後に朝廷に仕える官人でありながら同時に上級貴族に伺候した中下級の技能官人層を指すようになり、そこからそうした技能官人の一角を構成した「武士」を指すようになった。つまり、最初は武士のみならず、明法家などの他の中下級技能官人も「侍」とされたのであり、そこに武人を意味する要素はなかったのである。前述したように、「サブラヒ」はその後「サブライ」→「サムライ」と語形変化を遂げていった。
17世紀初頭に刊行された『日葡辞書』では、Bushi（ブシ）やMononofu（モノノフ）はそれぞれ「武人」「軍人」を意味するポルトガル語の訳語が与えられているのに対して、Saburai（サブライ）は「貴人、または尊敬すべき人」と訳されており、侍が武士階層の中でも、特別な存在との見識が既に広まっていた。
"samurai"が初めて英語として確認されたのは1727年のことである。